# Kesse
Koordinaten: 58° 38′ N, 23° 26′ O

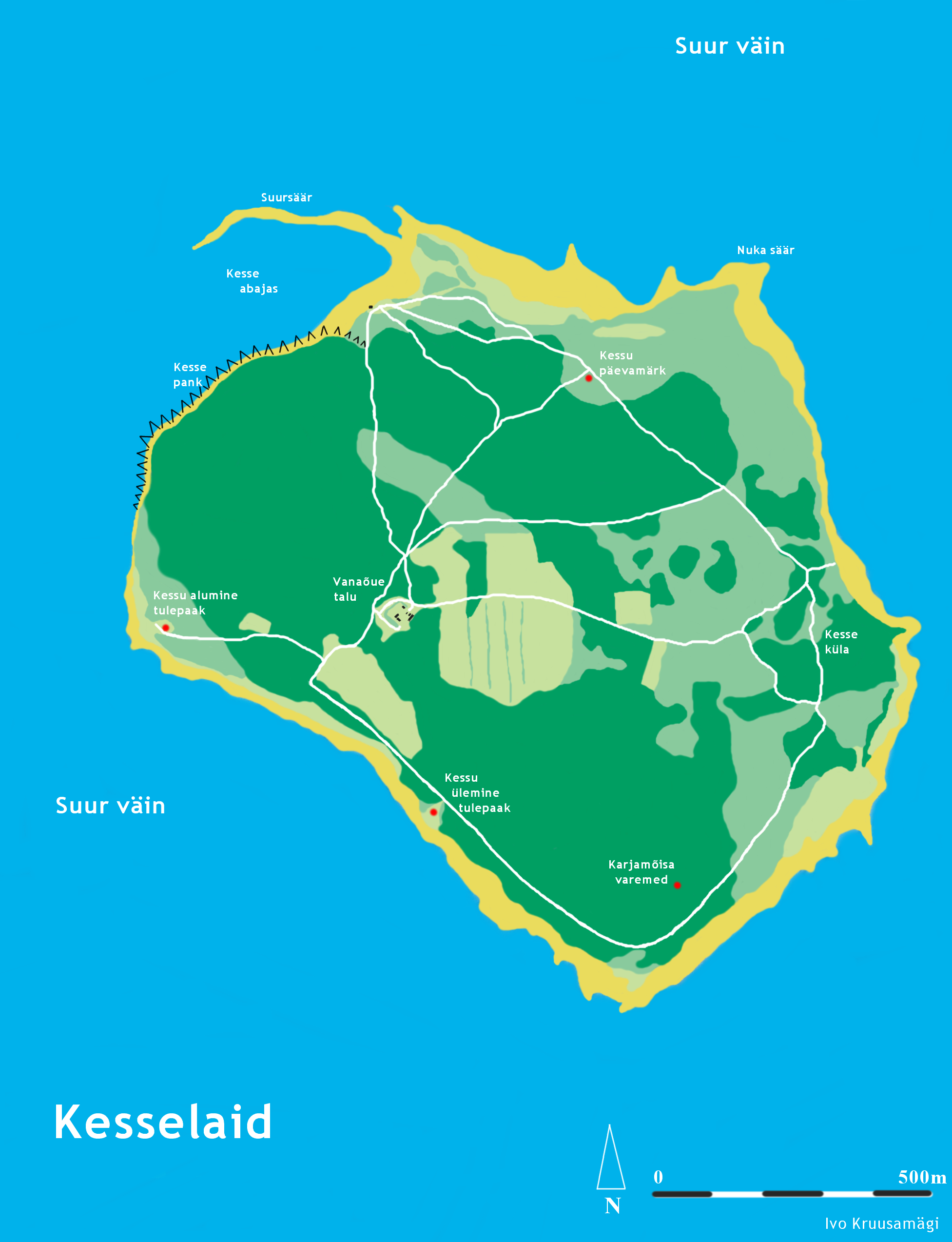
Karte der Insel Kessulaid

Kesse (bis 1977 Kesselaiu) ist ein Dorf (estnisch küla) auf der estnischen Insel Kesselaid (deutsch Schildau, schwedisch Skjöldö).

## Beschreibung
Der Ort liegt an der Ostküste der Insel. Er hat sieben Einwohner (Stand 31. Dezember 2011).
Die Besiedlung geht zurück auf das Freibauerngesinde, das sich im 16. Jahrhundert auf der Insel angesiedelt hat. Es wurde 1627 unter dem Namen Skolde verzeichnet.
Das Dorf gehört verwaltungsmäßig zur Landgemeinde Muhu (Muhu vald) im Kreis Saare (Saare maakond).